# Oeuvre van Sergej Rachmaninov
Deze lijst bevat alle composities van de Russische componist Sergej Rachmaninov. Een aantal titels van composities zijn vrij vertaald van het Engels naar het Nederlands.

## Vroege composities zonder opusnummer
- Romance in a kleine terts voor viool en piano (1880?)
- Scherzo in d kleine terts, voor orkest (1888?)
- Vorst Rostislav, symfonisch gedicht naar een gedicht van Aleksey Konstantinovitsj Tolstoy (1891)
- Russische rapsodie, voor twee piano's (1891)
- Aleko, opera in één acte (1892)
- Trio élégiaque nr. 1, in g kleine terts (1892)
- Symfonie in d kleine terts (slechts twee delen zijn voltooid)
- Manfred (1891, symfonisch gedicht, onvoltooid)
- Deus meus, zesstemmig motet, (1890)
- Koren in de geest van Don Juan, naar Leo Tolstoj, (1894)

## Lijst van werken naar opusnummer
- Opus 1, Pianoconcert nr. 1 in fis-mineur (1891)
- Opus 2, Twee stukken voor cello en piano (1892)
  - Prélude
  - Danse orientale

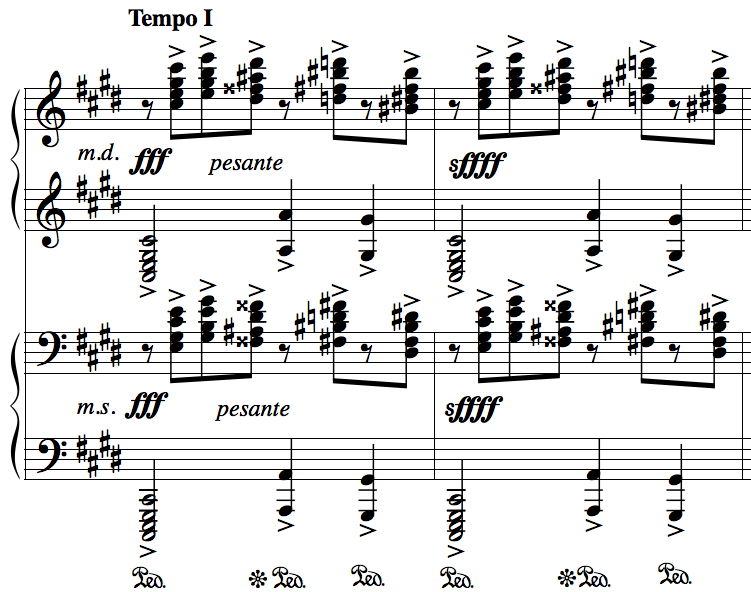
Prelude in cis-mineur, beroemd thema

- Opus 3, Morceaux de Fantaisie voor piano-solo (1892)
  - Nr. 1 Élégie, in es kleine terts
  - Nr. 2 Prelude in cis kleine terts
  - Nr. 3 Melodie, in E grote terts (later omgewerkt)
  - Nr. 4 Polichinelle, in fis kleine terts
  - Nr. 5 Serenade, in bes kleine terts
- Opus 4, Zes liederen voor zangstem en piano (1890-1893)
  - Oh nee, ik smeek u, verlaat me niet!
  - Morgen
  - In de stilte van de geheime nacht
  - Zing niet voor mij, mooi meisje
  - Oh gij, mijn vriend
  - Voor hoe lang, mijn vriend
- Opus 5, Suite nr. 1 voor twee piano's "Fantaisie-tableaux" (1893)
- Opus 6, Twee stukken voor viool en piano (1893)
  - Romance
  - Danse hongroise
- Opus 7, De Rots voor orkest (1893)
- Opus 8, Zes liederen voor zangstem en piano (1893)
- Opus 9, Trio élégiaque nr. 2, in d kleine terts (1893)
- Opus 10, Morceaux de salon voor piano
  - Nocturne, in a kleine terts
  - Valse, in A grote terts
  - Barcarolle, in g kleine terts
  - Melodie, in e kleine terts
  - Humoresque, in G grote terts
  - Romance, in f kleine terts
  - Mazurka, in Des grote terts
- Opus 11, Six morceaux, voor piano à quatre-mains
  - Barcarolle
  - Scherzo
  - Chanson russe
  - Valse
  - Romance
  - Slava (Gloria)

- Opus 12, Caprice bohémien (1894)
- Opus 13, Symfonie nr. 1 in d kleine terts (1896)
- Opus 14, Twaalf liederen (1896)
- Opus 15, Zes koorwerken, voor vrouwenkoor (SSAA) en piano (1895-1896)
  - Wees geprezen
  - De nacht
  - De sparrenboom
  - De golven zijn gaan slapen
  - Gevangenschap
  - De engel

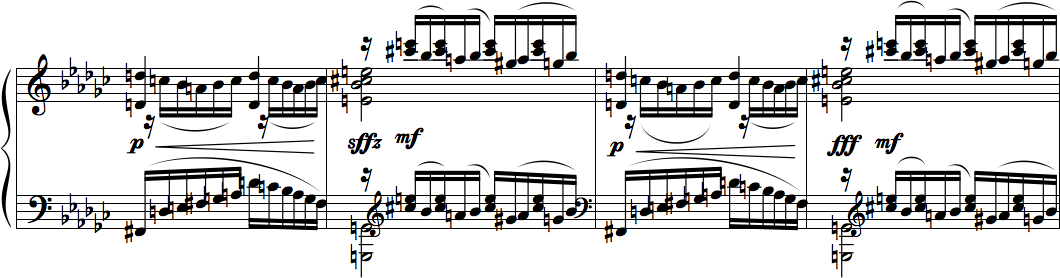
Allegretto (Op. 16, No. 2), qua moeilijkheid vergelijkbaar met de Chopin études.

- Opus 16, Zes "Moments Musicaux" voor piano-solo (1896)
  - Nr. 1 Andantino, in bes kleine terts
  - Nr. 2 Allegretto, in es kleine terts
  - Nr. 3 Andante cantabile, in b kleine terts
  - Nr. 4 Presto, in e kleine terts
  - Nr. 5 Adagio sostenuto, in Des grote terts
  - Nr. 6 Maestoso, in C grote terts

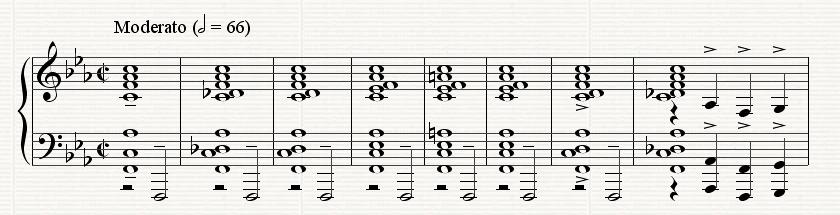
De opening van het Pianoconcert nr. 2 (Op. 18) is een van de veel voorkomende versies van Rachmaninovs "luidende klokken".

- Opus 17, Suite nr. 2 voor twee piano's (1901)
  - Introduction, in C grote terts
  - Valse, in G grote terts
  - Romance, in As grote terts
  - Tarantelle, in c kleine terts
- Opus 18, Pianoconcert nr. 2 in c kleine terts (1901)
- Opus 19, Sonate voor cello en piano in g kleine terts (1901)

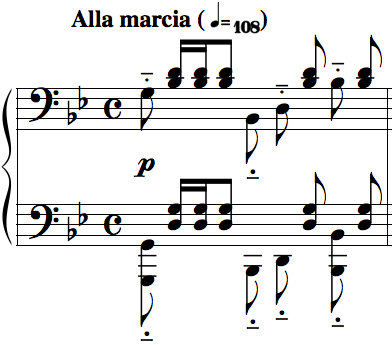
Prélude (op. 23, nr. 5)

- Opus 20, Lentecantate voor bariton, koor en orkest (1902)
- Opus 21, Twaalf liederen voor zangstem en piano (1902)

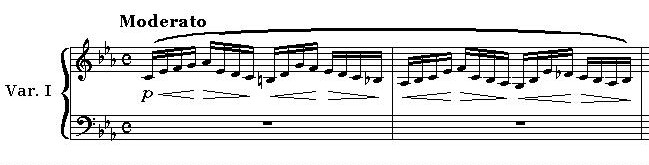
De eerste maten van de eerste variatie op een thema van Chopin (op. 22)

- Opus 22, Variaties op een thema van Chopin, in c kleine terts voor piano (1903)
- Opus 23, Tien preludes voor piano (1903)
- Opus 24, De gierige ridder (opera) (1904)
- Opus 25, Francesca da Rimini (opera) (1905)
- Opus 26, Vijftien liederen voor zangstem en piano (1906)
- Opus 27, Symfonie nr. 2 in e kleine terts (1908)
- Opus 28, Pianosonate nr. 1 in d kleine terts (1908)
- Opus 29, Dodeneiland, symfonisch gedicht (1909)
- Opus 30, Pianoconcert nr. 3 in d kleine terts (1909)
- Opus 31, Liturgie van Sint Johannes Chrysostomus voor gemengd koor (1910)

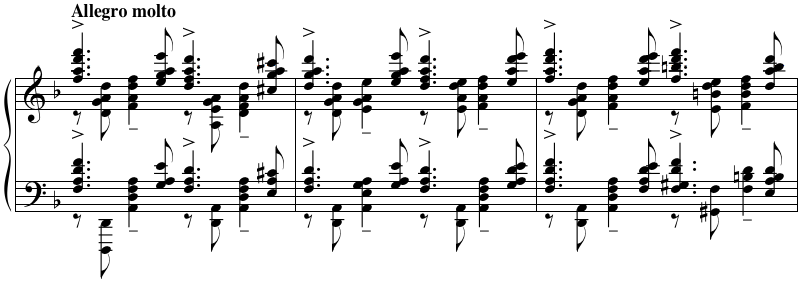
Fragment van de cadenza van Pianoconcert nr. 3 (Op. 30) waarin opmerkelijk veel ossia in voorkomen.

- Opus 32, Dertien preludes voor piano (1910)
- Opus 33, Études-Tableaux voor piano (1911)
- Opus 34, Veertien liederen voor zangstem en piano (1912)
  - Muza "De muze" (Pushkin)
  - V dushe u kazhdogo iz nas "In de ziel van ieder van ons" (Korinfsky)
  - Burya "De storm" (Pushkin)
  - Veter perelyotnïy "Er trekt een wind voorbij" (Balmont)
  - Arion (Pushkin)
  - Voskresheniye Lazarya "De opwekking van Lazarus" (Khomyakov)
  - Ne mozhet bït "Het kan niet zo zijn" (Maykov) (1910, gereviseerd in 1912)
  - Muzïka "De muziek"(Polonsky)
  - Tï znal yego "Jij kende hem" (Tyutchev)
  - Sey den', ya pomnyu "Ik herinner mij die dag" (Tyutchev)
  - Obrochnik "De boer" (Fet)
  - Kakoye schast'ye "Welk een vrolijkheid" (Fet)
  - Dissonans "Onenigheid" (Polonsky)
  - Vocalise (Zonder woorden. Herzien in 1915)
- Opus 35, De Klokken, symfonie voor solisten, koor en orkest (1913) naar de bewerking door Konstantin Balmont van het gelijknamige gedicht van Edgar Allen Poe
- Opus 36, Pianosonate nr. 2 in bes kleine terts (verscheidene versies)(1913)
- Opus 37, De Nachtwake voor koor (1915)
- Opus 38, Zes liederen voor zangstem en piano (1916)
  - 1. ’s Nachts in mijn tuin, in g kleine terts
  - 2. Aan haar, in F grote terts
  - 3. Madeliefjes, in F grote terts
  - 4. De rattenvanger, in C grote terts
  - 5. De droom, in Des grote terts
  - 6. Au!, in Des grote terts
- Opus 39, Études Tableaux voor piano (1916)
- Opus 40, Pianoconcert nr. 4 in g kleine terts (1926)
- Opus 41, Drie Russische liederen voor koor en orkest (1927)
  - 1. De rivier over, in e kleine terts
  - 2. O, Iwan, in d kleine terts
  - 3. Maak mijn rode wangen weer wit, in b kleine terts

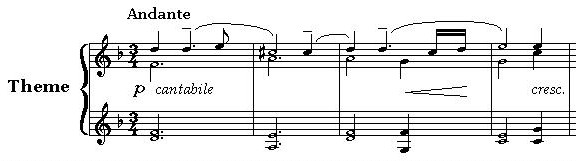
De eerste maten van Variaties op een thema van Corelli (op. 42).

- Opus 42, Variaties op een thema van Corelli, in d kleine terts voor piano (1931)
- Opus 43, Rhapsodie op een thema van Paganini, in a kleine terts voor piano en orkest (soms gecatalogiseerd als opus 42) (1934)
- Opus 44, Symfonie nr. 3 (1936)
- Opus 45, Symfonische dansen voor orkest (1940)

## Transcriptiesdoor Rachmaninov
- Voor piano
  - Bach - Partita nr. 3 voor onbegeleide viool (Prélude, Gavotte en Gigue)
  - Behr - Polka "La rieuse" op. 303 (1911)
  - Bizet - Menuet uit: L'arlésienne Suite nr. 1
  - Kreisler - Liebesleid
  - Kreisler - Liebesfreud
  - Liszt - Hongaarse rapsodie nr. 2
  - Mendelssohn - Scherzo uit: A Midsummer Night's Dream (1933)
  - Moessorgski - Hopak (1924)
  - Rachmaninov - Margaritki ("Daisies") op. 38 nr. 3 (1922)
  - Rachmaninov - Siren ("Lilacs") op. 21 nr. 5 (1914)
  - Rimski-Korsakov - De vlucht van de hommel (1929)
  - Schubert - Wohin? uit: Die schöne Müllerin
  - Tsjaikovski - Wiegelied (op. 16 nr. 1) (1941)
- Voor twee piano's
  - Glazoenov - symfonie no. 6 (1897)
  - Tsjaikovski - Manfred (1886)
  - Tsjaikovski - The Sleeping Beauty (1890/1891)
- Voor piano en viool
  - Moessorgski - Hopak (1926)